# ضيشي
الضِيْشي (الاسم العلمي: Azima)، جنس نباتات من فصيلة الأراكية. يضم الأنواع التالية:
- Azima angustifolia [الإنجليزية]
- Azima sarmentosa [الإنجليزية]
- ضيشي رباعي الموق